# Vlaamse Opstand (1297-1305)
De Vlaamse Opstand van 1297-1305 was een gewapend conflict tussen het koninkrijk Frankrijk en het graafschap Vlaanderen tussen 1297 en 1305.

## Achtergrond
Filips IV werd koning van Frankrijk in 1285 en hij was vastbesloten de Franse monarchie weer sterk te maken. Het graafschap Vlaanderen had sinds het Verdrag van Verdun in 843 officieel deel uitgemaakt van koninkrijk Frankrijk maar was eigenlijk altijd grotendeels, zij het niet volledig, onafhankelijk geweest van de Franse kroon.
In Vlaanderen lagen enkele van de rijkste steden uit de middeleeuwen, zoals Brugge, Gent, Ieper, Rijsel en Dowaai, rijk geworden met de lakenindustrie. De wol werd geïmporteerd uit het koninkrijk Engeland. Deze steden streefden naar onafhankelijkheid van de graaf van Vlaanderen en van de aristocratie onder andere met stadsrechten. Maar deze steden zelf waren ook verdeeld tussen de patriciërs en de ambachtlui, die verenigd waren in gilden.
In 1288 versterkte Filips IV zijn greep op Vlaanderen doordat de belastingen achtergehouden werden. Vanaf 1298 verbood hij de circulatie van vreemde munten op zijn grondgebied, wat voornamelijk Vlaanderen trof in zijn (wol)handel, devalueerde de waarde van de munt door de zilvergehalte te verminderen en manipuleerde de wisselkoers. De spanningen liepen hoog op tussen Gwijde van Dampierre, graaf van Vlaanderen, en de Franse koning. In 1294 vroeg Gwijde hulp aan koning Eduard I van Engeland. Een huwelijksovereenkomst tussen Gwijdes zevenjarige dochter Filippa en Eduard II, de Engelse troonopvolger, leek een alliantie aan te kondigen. Eduard I was sinds 1294 in oorlog met Filips over de confiscatie van de landstreek Guyenne door Filips. Filips nam op 28 september 1294 echter Gwijde, zijn twee oudste zonen en vijftig edelen gevangen en dwong hem het huwelijk af te blazen. Gwijde en de rest van zijn gevolg kwamen vrij na bemiddeling van paus Bonifatius VIII in 1295. Filippa werd gevangen gehouden aan het hof in Parijs tot aan haar dood in 1306. De belastingsdruk op onroerend goed werd verhoogd en tegen Gwijde uitgespeeld en de vijf grootste steden werden onder koninklijke hoede geplaatst. Uiteindelijk gaf de koning vier steden terug en hield hij enkel Gent.
Na deze vernedering, en de weigering van Filips om Gwijde zijn grieven te laten uiteenzetten aan de pairs in de hofraad, nam de graaf zich voor om de feodale banden met zijn leenheer te verbreken. Hij legde contact met Eduard I – op dat moment nog altijd in oorlog met Frankrijk –, die op 22 november 1296 naar Kortrijk kwam en zijn bondgenoten opriep om met hem een conferentie te houden. De conferentie vond plaats in Geraardsbergen op 25 december en werd bijgewoond door Gwijde van Dampierre, keizer Adolf van Nassau, Albert, hertog van Oostenrijk , hertog Hendrik III van Bar, hertog Jan II van Brabant, graaf Walram van Gulik en graaf Jan I van Holland. Op 7 januari 1297 sloot Gwijde een daadwerkelijke alliantie met Eduard I en twee dagen later zegde hij zijn feodale trouw op. Daarop kondigde Filips de confiscatie van het graafschap Vlaanderen aan, dat daardoor deel werd van het kroondomein.

## Franse verovering (1297–1300)

### Eerste oorlogsfase
In januari 1297 verbrak graaf Gwijde officieel zijn trouw aan koning Filips IV. De graaf van Vlaanderen zou echter maar weinig hulp krijgen van zijn bondgenoten: een invasie in de Champagne door de graaf van Bar (juni 1297) werd gemakkelijk teruggeslagen, de Duitse koning kreeg tegenstand van zijn door de Fransen gesteunde rivaal Albrecht I van Habsburg en sneuvelde in juli 1298, en koning Eduard werd tegengewerkt door de Engelse adel en kreeg te maken met de Eerste Schotse Onafhankelijkheidsoorlog. Hierdoor moest graaf Gwijde de Fransen eigenlijk alleen het hoofd bieden.
De oudste zoon van de graaf, Robrecht van Béthune, bezette al snel Mortagne, bij de samenvloei van de Schelde en de Skarpe, en het kasteel van Helkijn. In maart 1297 arresteerde koning Filips IV alle aanhangers van graaf Gwijde en legde beslag op hun eigendommen. Daarna bezette hij het kasteel van l'Écluse bij Dowaai. In juni 1297 verzamelde Filips IV een leger van ongeveer 3.000 ridders bij Compiègne. Het Franse leger marcheerde richting Arras (6 juni), Lens (12 juni) en bereikte de Frans-Vlaamse grens bij Douai op 14 juni 1297. Op de volgende dag stak een deel van de Franse cavalerie de grens over bij Râches, onder leiding van Karel van Valois, de broer van de koning, en Rudolf, de heer van Nesle. Daar stootten ze op een deel van het Vlaamse leger, bestaande uit Duitse huurlingen, dat ze terugdreven. Na deze tegenslagen gaf Orchies zich over aan Frankrijk. De soldaten van Karel van Valois plunderden het platteland tot aan Rijsel maar keerden daarna terug naar het Franse hoofdleger.
Op 16 juni 1297 kwam het volledige Franse leger Vlaanderen binnen. Het marcheerde richting Rijsel en brandde de steden Seclin en Loos plat op hun weg. Op 17 juni begon het leger het Beleg van Rijsel. Tijdens het beleg marcheerden Franse plundergroepen door het Vlaamse platteland. Hierbij plunderden of veroverden ze de steden Komen, Waasten en Kortrijk, dat zich overgaf aan Karel van Valois.
In augustus 1297 kreeg het Franse leger versterkingen toen Robert van Artesië terugkeerde van zijn succesvolle veldtocht tegen Eduard in Aquitanië. Roberts soldaten marcheerden op tegen Kassel, dat, met uitzondering van het door de Vlamingen bezette kasteel, platgebrand werd. Ze marcheerden ook naar Sint-Winoksbergen, dat zich overgaf. Tegen 20 augustus had het Franse leger Veurne bereikt. De Vlaamse tegenaanval op Robert van Artesië eindigde met een Franse overwinning in de Slag bij Bulskamp (20 augustus 1297). Kleinzoon van Gwijde en leider Willem van Gulik de Oudere sneuvelde en later stierf zijn oom, graaf Walram van Gulik, in gevangenschap. Vijf dagen later gaf Rijsel zich over aan koning Filips en het Vlaamse leger, dat onder leiding stond van Robrecht van Béthune en 3.000 man telde, mocht zich terugtrekken naar Roeselare.
Hoewel hij problemen had in Engeland, stuurde Eduard op het einde van augustus 1297 uiteindelijk een leger van 895 ridders en 7.560 man voetvolk naar Vlaanderen. Toen hij geen steun kreeg in Brugge ging de koning naar Gent en maakte van deze stad zijn operatiebasis in Vlaanderen.
Na de val van Rijsel marcheerde het Franse hoofdleger op tegen Kortrijk en Ingelmunster. Op 18 september 1297 kwamen delegaties vanuit Brugge naar Filips om de stad aan hem over te geven. De stad werd bezet door Franse soldaten onder leiding van Rudolf van Nesle en Gwijde IV van Saint-Pol, maar de haven Damme werd heroverd door een leger onder leiding van Robrecht van Béthune.

### Wapenstilstand (1297–1300)
De tussenkomst van paus Bonifatius VIII leidde tot een wapenstilstand, getekend op 9 oktober 1297 in het Blauw Kasteel te Sint-Baafs-Vijve. Het wapenbestand hield stand tot 1300. Tijdens deze periode werd er onderhandeld door alle strijdende partijen aan het pauselijke hof. Ondertussen versterkten ze ook de verdedigingen van de door hen gecontroleerde Vlaamse steden. Nadat hij een overeenkomst had gesloten met zijn baronnen om de Schotse dreiging af te wenden verlieten Eduard en zijn leger in maart 1298 Vlaanderen, waardoor hij zijn Vlaamse bondgenoten in de steek liet. Eduard zou Vlaanderen hierna niet meer helpen. Hij sloot nog in 1298 vrede met Filips.

### Tweede oorlogsfase
Tegen het einde van 1299 had graaf Gwijde het bestuur van Vlaanderen overgelaten aan zijn oudste zoon Robrecht. Nadat de wapenstilstand in januari 1300 afgelopen was, vielen de Fransen Vlaanderen opnieuw binnen. De strijd werd hernomen met schermutselingen langs het front van voor de wapenstilstand. Een Frans detachement plunderde het platteland rond Ieper en Kassel, en Karel van Valois marcheerde richting Brugge en Gent, waarbij hij Nevele en twaalf andere steden en dorpen in brand stak. Vanaf maart 1300 belegerden de Fransen Damme en Ieper, waar de verdediging respectievelijk onder leiding van Gwijdes tweede zoon Willem van Dendermonde en zijn een jongere zoon Gwijde van Namen stond. Op het einde van april gaf Willem Damme, Aardenburg en Sluis op. Gent gaf zich over aan de Fransen op 8 mei, Oudenaarde op 11 mei, en Ieper op 21 mei 1300. Tegen het midden van mei waren graaf Gwijde, zijn zonen Robrecht en Willem en verschillende andere Vlaamse edellieden als gevangenen naar Frankrijk gestuurd, en geheel Vlaanderen was nu onder Franse controle gevallen.

## Franse bezetting en opstand (1300-1302)

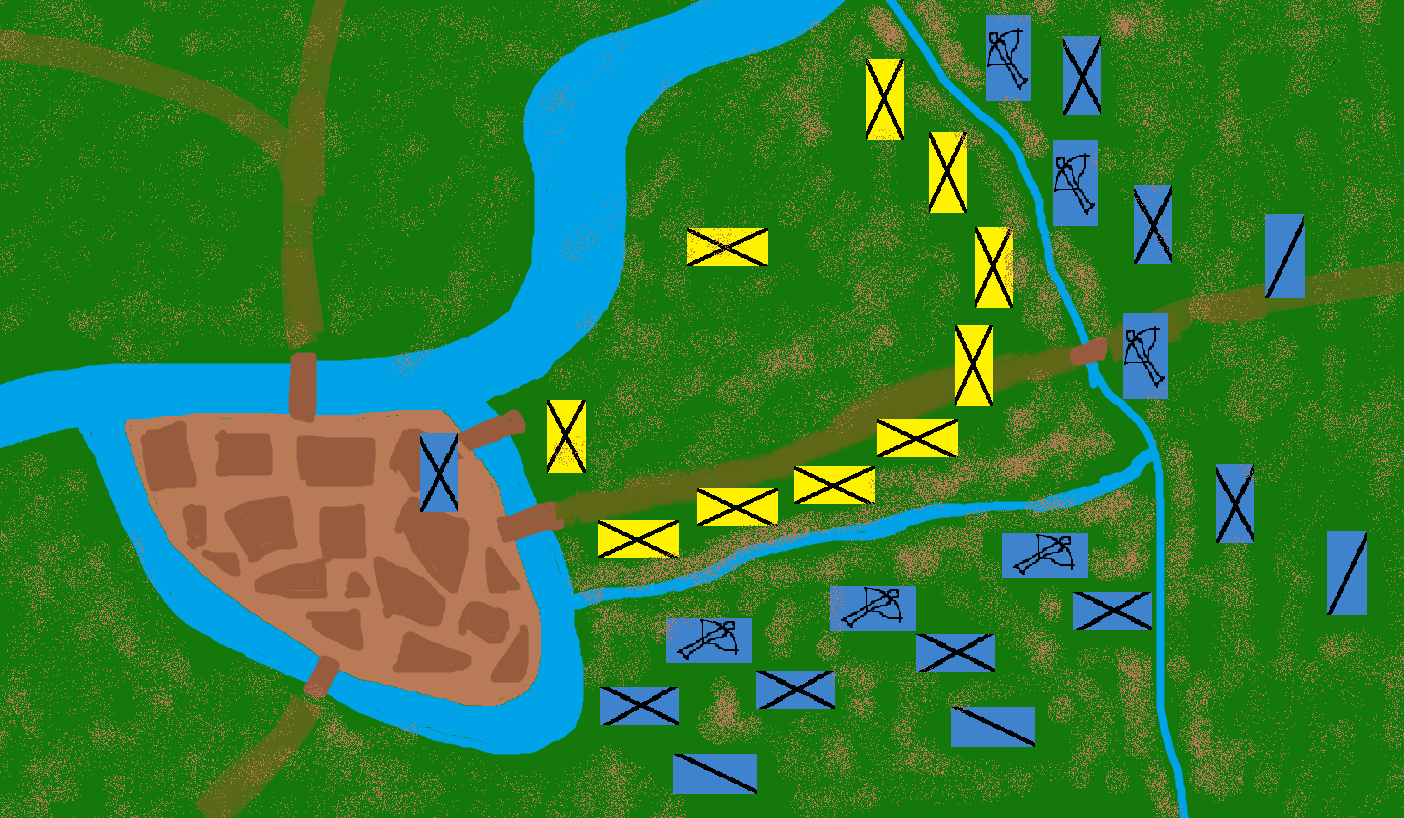
De opstellingen in de Guldensporenslag

De verovering van Vlaanderen was redelijk gemakkelijk geweest, want de Vlaamse steden waren tot op dat moment neutraal gebleven. De patriciërs hadden een lange historie vol van conflicten met de graaf van Vlaanderen gehad over de hoeveelheid van controle die de graaf had over de (financiële) zaken in de steden. De patriciërs hadden een beroep gedaan op de Franse koning, die daar dankbaar gebruik van had gemaakt. Hierdoor had hij zijn invloed in Vlaanderen sterk kunnen vergroten. De Vlaamse aanhangers van de Franse koning werden "leliaards" genoemd (aanhangers van de Franse lelie).
Het proletariaat hoopte op meer rechtvaardigheid en een betere verdeling van de rijkdommen onder de nieuwe heerser, maar Filips IV stelde Jacob van Châtillon aan als gouverneur van het graafschap, wat een zeer slechte keuze zou blijken. Samen met de leliaards stelde deze soldaat, die niet erg goed in diplomatie was, een erg onderdrukkend regime in. Hij liet nieuwe belastingen heffen, erg tot de woede van de Vlamingen. Al snel vormden de gilden een verbond met de Vlaamse edellieden die aanhangers van graaf Gwijde waren. Zij werden de "liebaards" of "klauwaards" genoemd (naar de klauwen van de Vlaamse Leeuw).
Op 19 mei 1302 brak een opstand uit in Brugge waar de Vlaamse bevolking elke Fransman die ze konden vinden doodden. Ook het Franse garnizoen moest eraan geloven. Dit wordt de Brugse Metten genoemd. Jacob van Châtillon slaagde erin te ontsnappen.
Al snel was heel Vlaanderen in opstand gekomen. Willem van Gulik, de kleinzoon van Gwijde van Dampierre, kwam aan in Brugge en werd leider van de Vlaamse opstand. Hij werd gesteund door zijn ooms Jan I van Namen en Gwijde van Namen. Vlaanderen kwam al snel onder hun controle. Enkel Kassel en Kortrijk bleven in Franse handen en Gent bleef neutraal.
Toen de Vlamingen Kortrijk belegerden op 9 en 10 juli, kwam een sterk Frans leger onder leiding van Robrecht van Artesië aan om de opstand de kop in te drukken. De twee legers geraakten slaags op 11 juli. Deze slag zou bekend worden als de Guldensporenslag. De Franse cavaleriecharge werd tegengehouden door de posities van de Vlaamse milities en het modderige terrein en veel Franse ridders werden afgeslacht, onder wie ook Robrecht van Artesië zelf.
Dankzij deze slag was Vlaanderen in de twee jaar die erop volgden vrij. De oudste vrije zoon van Gwijde, Filips van Chieti, nam het regentschap over van de jongere zoon Jan van Namen. Pogingen van de Franse koning om wraak te nemen voor deze beschamende nederlaag werden afgeslagen door een Vlaams leger onder leiding van Willem van Gulik. De eerste confrontatie, op 30 augustus 1302, tussen Atrecht en Dowaai leidde tot terugtrekking na onderhandelingen. De tweede keer, op 4 april 1303, in de bloedige Slag bij Arke, mislukte de inname van de stad.

## Vlaanderen weer onder Franse heerschappij (1305)
Ondertussen was Vlaanderen in oorlog met de graaf van Henegouwen. Jan II van Holland, zoon van halfbroer van Gwijde, Jan van Avesnes, die heerste over het graafschap Henegouwen vanaf 1280 en vanaf 1299 na de dood van 15-jarige Jan van Holland ook over het graafschap Zeeland en graafschap Holland. Hij maakte deel uit van het huis Avesnes, de erfvijand van het Vlaamse huis Dampierre. Gwijdes moeder, Margaretha II van Vlaanderen was gescheiden van Burchard van Avesnes en hertrouwd met Willem II van Dampierre.
Zeeland was een twistappel sinds de vroege elfde eeuw voor de graven van Vlaanderen en Holland en was deel van Holland geworden in 1076.
De Vlamingen vielen Henegouwen binnen in 1302 en veroverden Lessen. Gwijde van Namen vormde een vloot in Sluis en zeilde op 23 april 1303 naar Zeeland. Na enkele successen werd Gwijde verslagen op 10 en 11 augustus 1304 in de Slag bij Zierikzee door een Frans-Hollandse vloot onder Reinier Grimaldi, die door de Franse koning naar Holland gestuurd was om te helpen in de oorlog tegen Vlaanderen. Gwijde van Namen werd gevangengenomen en Zeeland bleef in de handen van de graaf van Holland.
Een week na de zeeslag (18 augustus) vocht Filips zelf tegen het Vlaamse hoofdleger in de Slag bij Pevelenberg. Deze zware slag eindigde onbeslist, maar de dood van Willem van Gulik en de zware materiële verliezen van de Vlamingen zorgde ervoor dat ze om vrede vroegen.
Na een aantal kleinere veldslagen en na dood van Gwijde in gevangenschap, op 7 maart, werd door de vrijgekomen Robrecht uiteindelijk het Verdrag van Athis-sur-Orge getekend, op 23 juni 1305. Dit verdrag erkende de Vlaamse onafhankelijkheid als een leen, maar ten koste van Rijsel, Dowaai en Orchies, die nu deel uitmaakten van het kroondomein van Frankrijk. Verder moesten de Vlamingen ook buitensporige boetes betalen aan Filips.